# Bandes de color

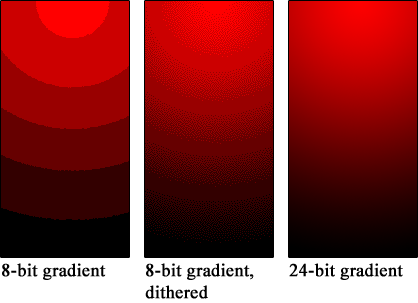
Un exemple de bandes de color

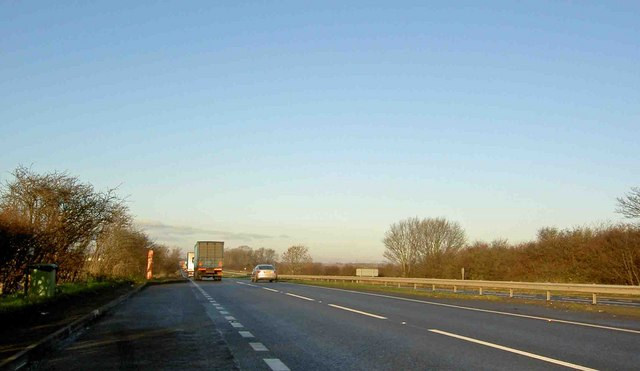
Un bon exemple de bandes de color, clarament visible al cel en aquesta fotografia

Les bandes de color és un problema que es produeix per la inexacta presentació del color en gràfics per ordinador. En els modes de color de 24 bits, 8 bits per canal es consideren normalment suficients per a representar imatges en Rec 709 o sRGB. No obstant això, en alguns casos hi ha el risc de produir-se canvis abruptes entre tons del mateix color. Per exemple, la visualització dels gradients naturals (com les postes de sol, albades o els cels blaus clars) pot mostrar algunes bandes de color.
Les bandes de color són més evidents quan es disposa de menys bits per píxel (BPP) de 16 a 256 colors (4-8 BPP), on no tots els tons es poden mostrar perquè hi ha insuficients bits per representar-los.
Les possibles solucions inclouen la introducció de tramat i augmentar el nombre de bits per canal de color.